# CA Belgrano

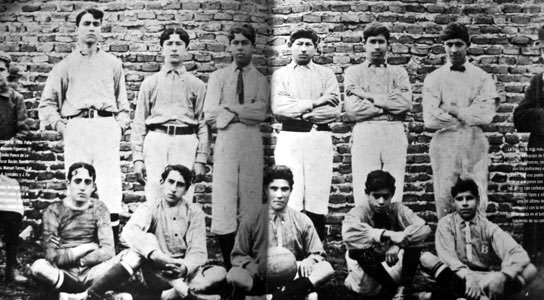
Team van 1906

Club Atlético Belgrano is een Argentijnse sportclub uit Córdoba die het best bekend is voor zijn voetbalafdeling.
De club werd in 1905 opgericht door enkele tieners, 14-jarige Arturo Orgaz was de eerste voorzitter van de club. De club werd genoemd naar de historische Argentijnse generaal Manuel Belgrano, de clubkleuren zijn van de Argentijnse vlag die door Belgrano ontworpen werd.
Belgrano begon in de tweede klasse van Córdoba en werd kampioen in de eerste seizoenen. Omdat het veld niet goed genoeg bevonden werd voor de eerste klasse leenden de spelers en fans spullen van buurtbewoners om zo een omheining te maken, na de wedstrijden werd alles in de staat hoe het zich bevond teruggebracht, desalniettemin kreeg de club de bijnaam piraten, een bijnaam die ze nog steeds hebben.

## Bekende (oud-)spelers
- Osvaldo Ardiles
- Mario Bolatti
- Carlos Bossio
- Carlos Bueno
- Pablo Chavarría
- Juan Carlos Heredia
- Alejandro Lembo
- Diego Novaretti
- José Rojas
- Matías Suárez
- Franco Vázquez

Aldosivi ·
Argentinos Juniors · 
Arsenal · 
Banfield ·  
Boca Juniors · 
Central Córdoba (SdE) · 
Colón · 
Defensa y Justicia · 
Estudiantes · 
Gimnasia La Plata · 
Godoy Cruz · 
Huracán · 
Independiente · 
Lanús · 
Newell’s Old Boys · 
Patronato · 
Racing Club · 
River Plate · 
Rosario Central · 
San Lorenzo · 
Talleres · 
Tucumán · 
Unión · 
Vélez Sarsfield